# Raptópoulon
Raptópoulon är en ort i Grekland.   Den ligger i prefekturen Nomós Evrytanías och regionen Grekiska fastlandet, i den centrala delen av landet, 230 km nordväst om huvudstaden Aten. Raptópoulon ligger 831 meter över havet och antalet invånare är 528.
Terrängen runt Raptópoulon är bergig åt nordost, men åt sydväst är den kuperad. Runt Raptópoulon är det mycket glesbefolkat, med 6 invånare per kvadratkilometer. Närmaste större samhälle är Ágrafa, 14,7 km öster om Raptópoulon. I omgivningarna runt Raptópoulon växer i huvudsak blandskog.